# Thaworn Wiratchant

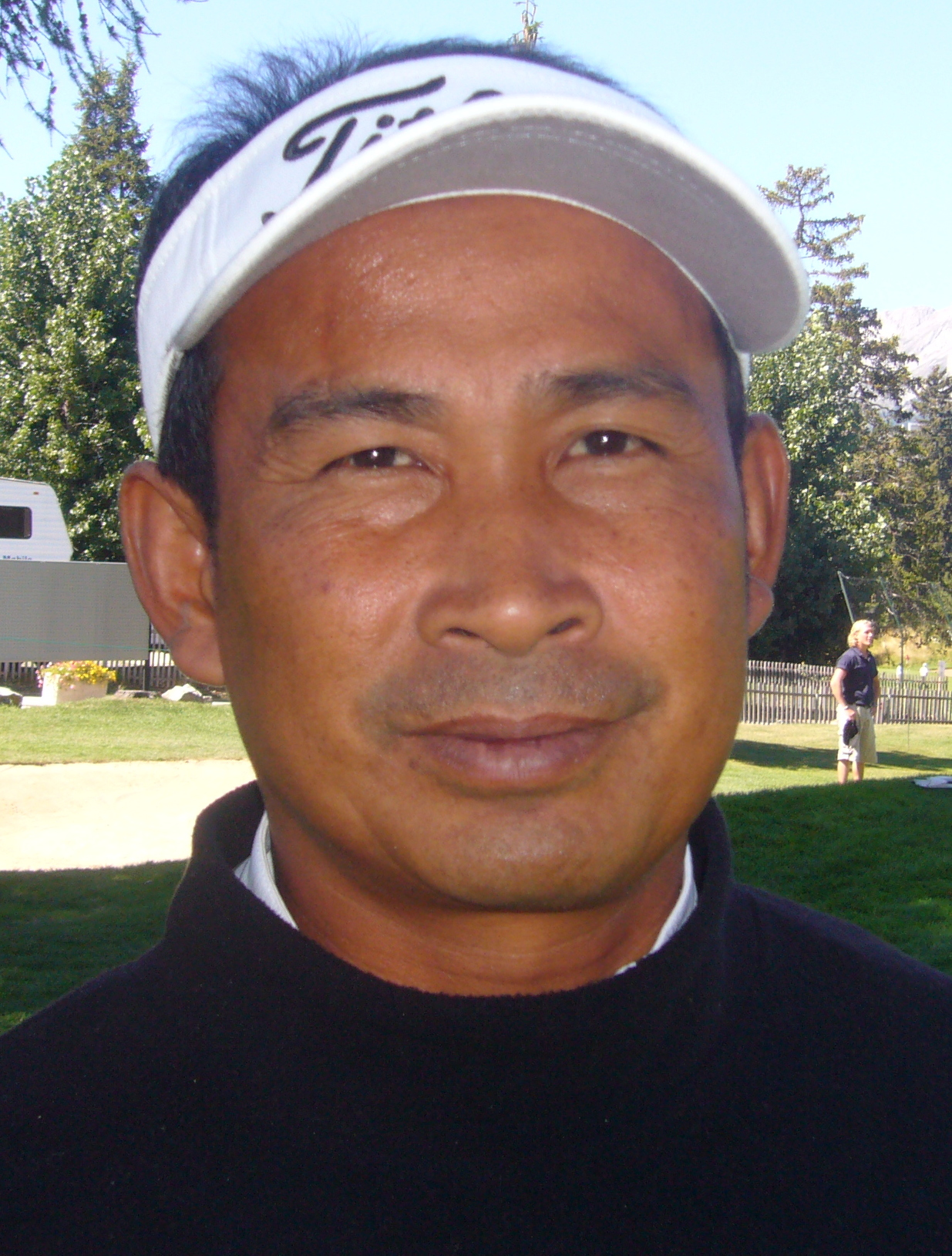
Zwitsers Open 2009

Thaworn Wiratchant (Nakhon Prathorn, 28 december 1966) is een professioneel golfer uit Thailand.
Wiratchant woont in Bangkok.

## Amateur
In de tachtiger jaren was Wiratchant een bekend amateur in Thailand. Hij werd herkend aan zijn vreemde swing, die zo effectief was dat hij hem niet veranderde. Hij zat in de nationale selectie vanaf 1984.

### Gewonnen
- 1984: Asian Junior Championship
- 1985: Asian Junior Championship
- 1987: South East Asian Games (individueel), Singapore Amateur Kampioenschap, Thais Amateur Kampioenschap

### Teams
- Eisenhower Trophy: 1984
- Putra Cup namens Thailand: 1985 (winnaars), 1986 (winnaars)

## Professional
Wiratchant werd in 1987 professional en speelde op de Aziatische PGA Tour (AT). 
Het Open in Indonesië telt mee voor de Europese PGA Tour (ET), en het winnen ervan in 2005 gaf Wiratchant meteen recht om ook op de Europese Tour te spelen. In 2006 werd hij in Europa 80ste op de rangorde en in Azië negende.

### Gewonnen
Thailand
- 1995: PTT Performa Championship
- 2001: Singha TPC Championship

Aziatische Tour
- 1996: Sabah Masters in Maleisië
- 2001: Alcatel Singapore Open, Volvo Masters of Malaysia,
- 2004: Mercuries Taiwan Masters
- 2005: Enjoy Jakarta Standard Chartered Indonesia Open, Taiwan Open, Hero Honda Indian Open, Carlsberg Masters Vietnam
- 2007: Midea China Classic
- 2008: Bangkok Airways Open
- 2012: Selangor Masters

Europese Tour
- 2005: Enjoy Jakarta Standard Chartered Indonesia Open

### Teams
- Alfred Dunhill Cup: 1991, 1992
- World Cup: 1989, 1990
- Dynasty Cup: 2003 (winnaars), 2005 (winnaars)
- The Royal Trophy: 2006, 2007